# 나레시바촌
나레시바촌(馴柴村)은 이바라키현 가와치군·이나시키군에 일찍이 존재했던 촌이다. 현재의 류가사키시 북서부에 해당한다.

## 역사
- 1889년 4월 1일 - 정촌제 시행에 수반해 이나사키군 나레시바촌이 성립하였다
- 1896년 4월 1일 - 이나사키군이 성립하였다.
- 1954년 4월 1일 - 이나시키 군 오미야 촌, 야하라 촌, 나가토 촌, 기타소마군 가와라시로 촌, 기타몬마 촌과 함께 이나사키군 류가사키정에 편입해, 소멸이후 시로 승격해 류가사키시가 되었다.

## 교통

### 철도
- 국철 조반선
- 간토 철도 류가사키선